# Fraktalantenne
Fraktalantennen sind Antennen, die durch die Verwendung fraktaler Strukturen eine breitbandige Sende- und Empfangsqualität erreichen. Die benutzten Strukturen sind meist Koch-Kurven oder Sierpinski-Dreiecke.
Diese Art von Antennen findet sehr häufig in Mobiltelefonen Anwendung, da hier durch den technischen Fortschritt viele verschiedene Funktechnologien (Bluetooth & WLAN, GSM, GPS usw.) nebeneinander arbeiten. Da jede dieser Technologien in ihrem eigenen Frequenzbereich arbeitet, würde man ebenso viele verschiedene Antennen benötigen, was aber aufgrund der beengten Platzverhältnisse in einem Mobilgerät nicht möglich ist. Durch die Verwendung einer Fraktalantenne lässt sich dieses Problem umgehen, da dank der Selbstähnlichkeit eines Fraktals für jede Wellenlänge ein Bereich mit gutem Wirkungsgrad vorhanden ist.
Ein weiterer Vorteil dieses Antennentyps ist die Möglichkeit der Miniaturisierung der Antenne, die fraktale Struktur bringt eine äußerst große Kantenlänge auf sehr geringer Fläche unter, so dass auch relativ lange Wellen mit einer kleinen Antenne abgestrahlt bzw. empfangen werden können. Dies ermöglichte erst die heutige kompakte Form von Mobiltelefonen. Erfinder war Carles Puente Baliarda von der Universität Barcelona 1995, der 1999 die Firma Fractus in Barcelona gründete, die ein Weltmarktführer für Fraktalantennen wurde. Ein weiterer Pionier war der Professor an der Boston University Nathan Cohen, der 1995 Fractal Antenna Systems in Waltham gründete.